# Florentin (diamant)
Pour les articles homonymes, voir Florentin.
Le Florentin est un diamant jaune pâle de 137,27 carats, taille fantaisie (en double rose, avec 126 facettes sur neuf côtés), porté disparu depuis 1922. Ayant vraisemblablement appartenu à Charles le Téméraire, il serait l’un des premiers diamants taillés en Europe. Il aurait ensuite appartenu au Saint-Siège et aux Médicis avant de devenir propriété des Habsbourg, à qui il aurait été volé au début des années 1920. Il est encore appelé Grand-duc de Toscane.

## Histoire
Son histoire avant qu'il n'entre en la possession des ducs de Toscane n’est pas claire. Néanmoins, on suppose qu’il s'agit du gros diamant que Charles le Téméraire avait sur lui lors de la bataille de Grandson et que certains associent erronément au Sancy. Un lansquenet l’aurait ramassé et vendu à un prêtre de Montagny, ignorant sa vraie valeur. Acheté ensuite par la ville de Berne, un certain Bartholomäus May s’en serait porté acquéreur pour le revendre à Gênes. Ludovic le More, duc de Milan, l’aurait offert au pape Jules II. Après l’avènement de Pie V, il serait resté aux Médicis. En 1657, Jean-Baptiste Tavernier décrit un semblable diamant en possession de Cosme III. En 1737, François Ier du Saint-Empire reçoit le duché de Toscane lors de son mariage avec Marie-Thérèse d’Autriche et récupère à cette occasion le diamant, qui devient en 1743 possession des Habsbourg. Il le fait sertir dans la couronne pour son intronisation en 1745.
Offert à Marie Antoinette pour son mariage, il part pour la France en 1770. En 1810, Napoléon en fait présent à Marie-Louise et il revient en Autriche avec elle. Reserti dans la couronne, il y reste jusqu’en 1888 où il est monté en collier pour l’impératrice Sissi. Après sa mort, il est enfermé dans une vitrine du Gewölbesaal avec les insignes impériaux. 
En 1918, il est évacué en cachette du pays sur les ordres de l’empereur Charles avec les autres trésors et mis en sûreté en Suisse. En 1921, pour financer sa tentative de restauration en Hongrie, l’empereur le met en gage contre 1,6 million de FS auprès du joaillier Alphons Sonderheimer, par l’intermédiaire du baron Bruno Steiner de Valmont, ancien conseiller financier de François Ferdinand. La tentative de restauration s’avère vite un échec. Alors que la famille impériale est en exil à Madère, Bruno Steiner, accompagné du diamantaire Jacques Bienenfeld, se rend chez Sonderheimer pour dégager la pierre. Lorsque Zita de Bourbon-Parme se rend en Suisse en 1922 pour discuter du sort du Florentin, il lui est impossible de retrouver Steiner.
Une autre théorie sur son origine en fait un élément du butin obtenu par les Portugais fin XVIe siècle à Vijayanagar et remis au gouverneur de Goa, Ludovico Castro, comte de Montesanto, qui l’aurait revendu au grand-duc de Toscane Ferdinand Ier. Il aurait été taillé en quatre ans par le Vénitien Pompeo Studendoli.

## Avatars possibles
Deux diamants jaunes proposés lors de ventes aux enchères ont été soupçonnés, malgré les démentis, d’être issus de la fragmentation du Florentin: 
- Un diamant en forme de coussin de 99,52 carats nommé « Shah d'Iran », apparu en 1923 aux États-Unis ; il proviendrait en fait du trésor de Delhi saisi par Nadir Shah.
- Un diamant de 81,56 carats entouré de brillants monté sur une chaîne, proposé en 1981 lors des enchères d’automne de Christie's à Genève.